# Китсап
Вижте пояснителната страница за други личности с името Китсап.
Китсап е вожд на племето съкуамиш, смятан за най-влиятелния лидер в областта на Пюджет Саунд между 1790 и 1845 година. Сведенията за него са оскъдни и се основават главно на устни предания. През 1825 година оглавява съюз на повечето племена около Пюджет Саунд и се противопоставя на племената коуичан от остров Ванкувър, но флотът му претърпява поражение. Китсап е чичо на вожда Сиатъл.